# Acizzia taylorii
Acizzia taylorii är en insektsart som beskrevs av Jan Klimaszewski 1997. Acizzia taylorii ingår i släktet Acizzia och familjen rundbladloppor. Inga underarter finns listade i Catalogue of Life.